# 逢坂誠二
逢坂 誠二（おおさか せいじ、1959年〈昭和34年〉4月24日 - ）は、日本の政治家。立憲民主党所属の衆議院議員（6期）、衆議院沖縄北方問題特別委員長、立憲民主党北海道総支部連合会代表。姓の漢字は正確には部首が⻍ではなく⻌の「逢」。
北海道ニセコ町長（3期）、総務大臣政務官（菅直人第1次改造内閣・菅直人第2次改造内閣）、内閣総理大臣補佐官（鳩山由紀夫内閣・菅直人内閣）、旧立憲民主党政務調査会長、立憲民主党代表代行を歴任した。

## 来歴

### 生い立ち
北海道虻田郡狩太町（現：ニセコ町）に生まれる。父親は樺太の旧野田町に生まれ旧恵須取町で育った。母親も他県の出身者で、二人で日用雑貨屋を営んでいた。小学校に上がると父親に命じられ、低学年からヤクルトや牛乳の配達、集金などをし家業を手伝った。1978年に北海道倶知安高等学校を卒業。札幌市の予備校の寮で一浪したのち、1979年に北海道大学薬学部に入学。学業のかたわら音楽活動も熱心に行った。
免疫学の研究者になることを望んでいたが、大学4年生の秋に父親が病気になり、研究職の道を断念。故郷で転勤がない就職先はあまりなく、しかたなく町役場の試験を受ける。1983年3月大学卒業後、4月ニセコ町役場へ入庁し、旧社会党系の自治労に加盟。1984年、薬剤師免許を取得。仕事の合間に、北海道大学や慶応大学の研究室に出入りしながら法律の勉強を少しずつ始めた。

### ニセコ町長へ

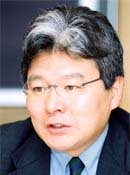
ニセコ町長在任中、国土交通省主催の講演にて公表された肖像写真

係長をしていた1988年、町長を目指すきっかけとなった黒澤明監督の『生きる』を見る。また同年、「まちで街路整備事業をやりたい」という町民が現れる。町役場とは無関係の自主的取り組みであったが、毎晩のように町民と話し合う生活がそれから6年間続く。情報公開と住民参加の原理の重要性を実感し、町長選挙に出ることを考える。1994年7月、北海道大学の大学院生であった田中秀征衆議院議員の話を聞く機会があり、田中の「僕は選挙弱いんだよね、勝った数より負けた数が多い」という言葉に強く背中を押され、8月にニセコ町役場を辞職。推薦団体はゼロ、支援した町議は一人だけであったが、同年10月16日に行われたニセコ町長選挙で現職の渡辺冨雄を僅差で破り初当選した。
1998年、情報公開条例を制定。同年10月、無投票で再選。2000年12月、全国で初めてとなる自治基本条例（まちづくり基本条例）を制定。
町長選挙を直前に控えた2002年9月17日、札幌市の市民グループから翌年の北海道知事選挙への出馬要請を受ける。この申し出を断り、10月に無投票で3選。
3選後の2002年12月20日に連合北海道から、12月27日には市民グループ8団体から、2003年1月22日には民主党から出馬を請われ、動向が注目されるところとなった。同年2月2日、知事選不出馬を正式に表明。2月12日、一連の騒動の責任をとるとして、議長に退職申出書を提出し、ニセコ町長職への辞意を表明する。逢坂は辞職の経緯を理解してもらうための説明会を開くが、会場から「撤回を求める署名を集めたい」との声が上がる。2月17日から21日まで署名活動が行われ、15歳以上の町民の77％にあたる3000人分の署名が届けられた。2月24日、町議会は全員協議会を開き、撤回を求める署名が集まったことなどを考慮し、退職の同意案件を臨時議会に提出しないことを決めた。2月26日、逢坂は議長と会談し、辞職を撤回すると伝えた。
2004年、内閣府が行った調査で、ニセコ町は参考にしたい自治体の1位となった。

### 衆議院議員へ

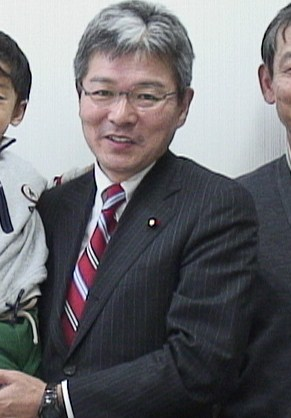
2008年11月26日、愛知県安城市にて

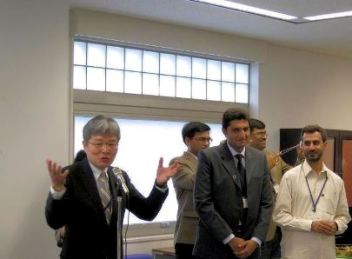
2011年8月22日、国際連合アジア太平洋統計研修所にて

国政に目が向くきっかけは「小泉構造改革」だった。小泉内閣は地方交付税の削減を政策として推し進めた。2004年12月2日にNHKホールで開かれた全国町村長大会。小泉純一郎首相が会場を出る時、逢坂はステージに向かって「このままじゃ日本がつぶれるぞ」と大声で叫んだという。その後、地元新聞のインタビューに「地方自治のことがわかる国会議員がいないとだめだ」と答えると、それを見た民主党衆議院議員（当時）の鉢呂吉雄から「あんたがやらなきゃだめだ」と言われる。
2005年8月8日、衆議院解散。8月23日、鉢呂は岡田克也代表の意向を受けてニセコ町役場を訪ね、逢坂に立候補を要請。8月25日、逢坂は比例北海道ブロック単独1位候補として立候補することを正式に表明し、8月29日に町長を辞職。同年9月の第44回衆議院議員総選挙で初当選した。
2007年、第21回参議院議員通常選挙の比例区への鞍替えが持ち上がり、逢坂自身も鞍替えを一度は承諾したものの、民主党本部の常任幹事会では否定的な意見が出され、最終的に転出は見送られた。これは、逢坂の出身地であり町長を務めたニセコ町を含む後志総合振興局の北海道4区は前述の鉢呂吉雄の地盤であり、第45回衆議院議員総選挙で選挙区調整の難航が予想されたことによる。北海道8区選出の金田誠一が同年10月に脳梗塞を発症して次期総選挙への不出馬を表明したため、逢坂はかつての鉢呂の地盤でもあった北海道8区で公認を受ける。
2009年の第45回衆議院議員総選挙にて、北海道8区で自由民主党公認の福島啓史郎を大差で破り再選され、鳩山由紀夫内閣で内閣総理大臣補佐官（地域主権、地域活性化及び地方行政担当）に任命されて以降の菅直人内閣まで務める。2010年9月に菅直人第1次改造内閣で総務大臣政務官（所掌は地方行政、地方財政、地方税制、消防）に任命され、菅直人第2次改造内閣まで務める。
2011年8月26日、菅直人首相が民主党代表辞任を正式に表明。菅の辞任に伴う代表選挙は8月29日に行われ、逢坂は1回目投票では鹿野道彦に投票し、決選投票では迷った末に「北海道への新幹線延伸などをやってくれそうな期待」から海江田万里に投票した。同年9月、野田内閣の発足に伴い総務大臣政務官を退任し、民主党副幹事長に起用された。2012年1月より民主党総括副幹事長に就く。
2012年12月の第46回衆議院議員総選挙で、日本未来の党が小沢一郎の女性運転手を擁立して日本共産党の新人を含めた4人の争いの末、自民党新人の前田一男元松前町長に敗れる。比例北海道ブロックで民主党が獲得した2議席に届かず、比例復活もならず落選した。
2014年12月の第47回衆議院議員総選挙にて、北海道8区で前回敗れた前田を破り、3選。2年ぶりに国政に復帰した。
2016年3月27日、民主党と維新の党が合流して結成された民進党に参加した。
2017年7月27日、民進党代表の蓮舫が、同月の東京都議会議員選挙の結果を受けて辞任を表明。蓮舫の辞任に伴う代表選挙（9月1日実施）では枝野幸男の推薦人に名を連ねた。

### 立憲民主党への参加

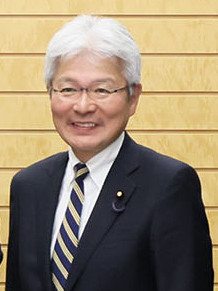
2023年10月1日、内閣総理大臣官邸にて

2017年9月25日、希望の党が設立。9月27日夜、代表の小池百合子は、党への参加の条件について、憲法改正と安保法制への姿勢を重視する考えを示した。9月28日、民進党は希望の党への合流を決定。翌9月29日の早朝、逢坂は「無所属でやるしかない」と決断。すぐに地元の函館に戻って後援会などと会合を開き、意見を募った。同日午後、記者団に「希望の党とはどうしても合わない。できれば無所属でやりたい」と述べ、民進党本部が求める希望の党への公認申請を見送る方針を明らかにした。10月3日、枝野幸男らによって立憲民主党が結党される。同党に入党した上で、同22日投開票の第48回衆議院議員総選挙に無所属で立候補し、前田を破り4選。翌日、立憲民主党は役員会で逢坂を公示日に遡って追加公認することを決めた。
2019年1月28日、立憲民主党の政調会長に就任。同年8月24日、同党北海道連代表に就任。
2020年8月24日、旧立憲民主党と旧国民民主党は、2つの無所属グループを加えた形で合流新党を結成することで合意した。同年9月10日に行われた新「立憲民主党」の代表選挙では枝野幸男の推薦人に名を連ねた。9月26日、立憲民主党北海道連が発足。旧党道連代表の逢坂が代表に就任した。
2021年10月31日の第49回衆議院議員総選挙で、前田を破り5選。11月2日、枝野幸男がこの総選挙で立憲民主党が伸び悩んだ責任を取り、党代表を辞任する意向を表明。
逢坂が所属する党内の最大グループ「サンクチュアリ（近藤グループ）」は枝野の辞任に伴う代表選挙に向け、西村智奈美の擁立を検討していた。しかし、同グループ前会長で前衆議院議員の赤松広隆らが、経験不足などを理由に西村擁立に難色を示した。その結果、11月16日夜、国会内で会合を開き、必要な推薦人20人を確保した上で、町長と党要職経験のある逢坂を擁立する方針を決めた。逢坂はグループの要請を受け、同日、記者団に立候補する意向を表明した。11月17日、記者会見し、正式に出馬表明。11月30日の代表選挙では第1回目投票で2位となり、決選投票で泉健太に破れた。12月1日、泉は党骨格人事を発表。逢坂を代表代行に起用した。12月2日に開かれた両院議員総会で代表代行に正式就任。
2023年5月9日、統一地方選挙での敗北を理由に立憲民主党北海道連代表を辞任する意向を表明した。しかし、その後道連内で反対意見が相次いだことを受け、一転して任期満了まで代表を続投する考えを示した。
2024年9月の立憲民主党代表選挙では、現職の泉の推薦人確保に取り組んだと説明する一方、自身は代表選で枝野を支援する意向を示した。9月23日の投開票の結果、野田佳彦元首相が新代表に選出され、その後の党役員人事で逢坂は党代表代行を退任した。同月30日、党憲法調査会長に就任。
同年10月13日、立憲民主党道連は、第50回衆議院議員総選挙に擁立予定の女性2人、元職の池田真紀（北海道5区）と、新人の篠田奈保子（北海道7区）を比例北海道ブロックの名簿順位で優遇すると発表した。また、逢坂は比例重複立候補しないとした。決定に先立ち、党内で「不公平だ」「比例の枠が減る」などの批判があったが、逢坂はジェンダーバランスの重要性を説き、道連代表として責任をとる形で自身の重複立候補を外した。
同年10月15日、総選挙が公示され、北海道8区からは逢坂、自民党新人の向山淳、日本共産党新人の元函館市議会議員の本間勝美の計3人が立候補した。10月25日、読売新聞は終盤情勢を発表。「優勢だった逢坂を向山が追い上げ、接戦となっている」と報じた。10月27日、総選挙執行。投票締め切りの20時直後に北海道文化放送は逢坂の当選確実を報じ、逢坂は6期目の当選を果たした。自民党は比例北海道ブロックで3議席を獲得。単独1位の伊東良孝を除く2議席のうち、向山は2番目の惜敗率（84.909％）で初当選した。同年11月13日、衆議院沖縄北方問題特別委員長に就任。

## 政策・主張

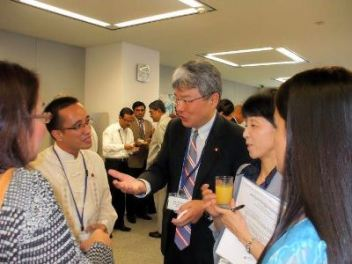
2011年8月22日、国際連合アジア太平洋統計研修所にて

### ニセコ町長時代
- 1998年、情報公開条例を制定。公開請求された情報が不存在の場合、新たに作成して対応する条項を盛り込んだ[12]。
- 2000年12月、「情報共有」と「住民参加」を2大原則とする「まちづくり基本条例」を制定した（施行は2001年4月）[68][69]。
- 2004年12月、公文書管理条例を制定[70][71]。
- 地方自治体に対し権限や財源を移譲し、同時に地方自治体独自の自主的な判断の尊重を主張している[72]。また道州制論議に関し、逢坂は道州制の導入そのものに関しては否定していないながらも、基礎自治体である市町村を最も重視する考えを示している。
- 役場の管理職会議を全面公開とした。職員の傍聴も自由、住民は誰でも聞くことができるようにした[19]。
- 「徹底的な情報公開」と「人への投資」の二つを大きな柱として町政を行った。逢坂は「とにかく人に投資することを10年やり続ければ地域は変わるという確信がありました。ただ、その気持ちが変わったのが小泉政権の時。地域でどんなに頑張っても国政に自治に対するきちんとした認識がなければ、積み上げたレンガはあっという間に崩されるということがよくわかりました」[6]と回顧している。

### 衆議院議員時代

#### 憲法
- 憲法改正についての各メディアのアンケートの結果は以下のとおり。
  - 2012年 - 毎日新聞社には選択肢以外の回答をした[73]。
  - 2014年 - 朝日新聞社には「どちらとも言えない」と回答[74]
  - 2017年 - 朝日新聞社には「どちらとも言えない」と回答[75]
  - 2021年 - 朝日新聞社には「どちらとも言えない」と回答[76]。
  - 2024年 - NHKには「反対」と回答[77]。

- 2021年11月19日、BSフジの番組に立憲民主党代表選挙の立候補者4人が出演した際、逢坂は「（日本国憲法は）不磨の大典ではない。国民が改正が必要であると言えば、改正の議論はしないといけない」「憲法改正だけが目的の議論っていう場合は、なかなか乗りづらい」と述べ、絶対的な護憲思想ではないことを明らかにした[78]。
- 9条改憲について、2014年の毎日新聞社のアンケートで「反対」と回答[79]。憲法9条への自衛隊の明記について、2021年のNHKのアンケートで「どちらかといえば反対」と回答[80]。2024年のNHKのアンケートで「反対」と回答[77]。
- 2014年7月1日、政府は従来の憲法解釈を変更し、集団的自衛権の行使を容認することを閣議で決定[81]。この閣議決定を評価するかとの問いに対し、同年の朝日新聞社のアンケートで「まったく評価しない」と回答[74]。集団的自衛権の行使に賛成かとの問いに対し、同年の毎日新聞社のアンケートで「反対」と回答[79]。
- 憲法を改正し緊急事態条項を設けることについて、2021年の毎日新聞社、2024年のNHKのアンケートで「反対」と回答[82][77]。

#### 外交・安全保障
- 普天間基地の移設問題について、2012年の毎日新聞社のアンケートで「国外に移設すべき」と回答[73]。
- 「政府が尖閣諸島を国有化したことを評価するか」との問いに対し、2012年の毎日新聞社のアンケートで「評価する」と回答[73]。
- 日本による過去の植民地支配と侵略を認めて謝罪した「村山談話」の見直し論議について、2014年の毎日新聞社のアンケートで「見直すべきでない」と回答[79]。
- 従軍慰安婦に対する旧日本軍の関与を認めた「河野談話」の見直し論議について、2014年の毎日新聞社のアンケートで「見直すべきでない」と回答[79]。
- 第2次安倍内閣が2013年に提出した特定秘密保護法案は同年12月6日に可決成立した[83]。「こうした法律が日本に必要と思うか」との2014年の毎日新聞社のアンケートに対し、「必要でない」と回答[79]。
- 安全保障関連法の成立について、2017年のアンケートで「評価しない」と回答[75]。
- 安倍内閣による北朝鮮問題への取り組みについて、2017年のアンケートで「評価しない」と回答[75]。
- 徴用工訴訟などの歴史問題をめぐる日韓の関係悪化についてどう考えるかとの問いに対し、2021年の毎日新聞社のアンケートで「政府の今の外交方針でよい」と回答[82]。
- 2021年11月19日、立憲民主党代表選挙の候補者共同記者会見で「外交安保政策は、政権が変わるたびにガラガラ変わるということではまずい」と述べた[84]。
- 2021年11月23日、代表選挙の候補者討論会で、自公政権の外交・安保政策を原則継承すると表明。ただし、普天間飛行場の名護市辺野古移設に関しては「民意とかけ離れているので立ち止まって再度交渉し直すことが大事だ」と述べた[85]。

#### ジェンダー
- 選択的夫婦別姓制度の導入についての各メディアのアンケートの結果は以下のとおり。
  - 2014年 - 朝日新聞社には「どちらかといえば賛成」と回答[74]。
  - 2017年 - 朝日新聞社には「どちらかといえば賛成」と回答[75]。
  - 2021年 - 朝日新聞社には「賛成」と回答[76]。
  - 2024年 - NHKには「賛成」と回答[77]。

- 2016年3月23日、衆議院法務委員会において、選択的夫婦別姓制度に関連した閣法を出すことや国会で論ずる場を設けることを求めた[86]ほか、「世論を待つということ、慎重にということよりも、もう一歩踏み込む時期に来ている」と述べている[87]。

- 同性婚を可能とする法改正についての各メディアのアンケートの結果は以下のとおり。
  - 2017年 - 朝日新聞社には「どちらかと言えば賛成」と回答[75]。
  - 2021年 - NHKには「賛成」と回答[80]。
  - 2024年 - NHKには「賛成」と回答[77]。

- 「LGBTなど性的少数者をめぐる理解増進法案を早期に成立させるべきか」との問題提起に対し、2021年のアンケートで「賛成」と回答[76]。
- クオータ制の導入について、2021年、2024年のNHKのアンケートで「賛成」と回答[80][77]。

#### 公文書管理
- 逢坂は「国会にきたいくつかの目的の一つは、日本の公文書管理制度をしっかりさせたいということでした」と述べている[88]。
- 薬害肝炎訴訟や海上自衛隊補給艦「とわだ」の給油活動などをめぐり、ずさんな公文書管理が問題視されていた頃、質問主意書を提出。2008年2月8日、福田康夫内閣は逢坂の質問主意書に答える形で、公文書管理などの法制化を検討する有識者会議を設置すると決めた[89]。当時は衆参でねじれ国会であったため、福田康夫首相は逢坂に「なんとか協力してくれ」と頼んだ。逢坂は政府が策定した公文書管理法案は十分ではないと思い、そう主張したが、福田から「小さく生んで大きく育てよう、とにかく世に出すことをやろう」と説得され、法案をいったん飲み込んだ[88]。福田は同年9月24日に首相を辞任。
逢坂が対案づくりに励んでいた2009年4月27日、福田は国会内で逢坂に「修正協議頼むよね」と声をかけた[90]。同年6月24日、麻生内閣のもとで公文書等の管理に関する法律が成立。逢坂は2021年のインタビューで「今、その法のもとで公文書が改ざんされたり廃棄されたりしているわけです。私が主張していた不足の部分です。後悔ですよ、これは。あの時、もっと主張していれば、自分自身が強ければ。非常に残念です」と答えている[88]。

#### エネルギー政策
- 「原子力発電所は日本に必要だと思うか」との問いに対し、2014年の毎日新聞社のアンケートで「必要ない」と回答[79]。2021年の毎日新聞社のアンケートで「必要ない」と回答[82]。
- 「原子力発電への依存度について今後どうするべきか」との問題提起に対し、2021年のアンケートで「ゼロにすべき」と回答[80]。
- 大間原子力発電所（青森県大間町）の建設凍結を求める[91]。
- 2021年11月24日、BS日本『深層NEWS』に立憲民主党代表選挙の候補者4人が出演。「脱炭素社会を実現するエネルギー源として、原発を再稼働するべきか否か」との質問に対し、逢坂は「日本の原発は致命的な欠陥がある。再稼働は厳しい」と答えた[92]。

#### その他
- アベノミクスについて、2017年のアンケートで「評価しない」と回答[75]。
- 安倍内閣による森友学園問題・加計学園問題への対応について、2017年のアンケートで「評価しない」と回答[75]。
- 森友学園への国有地売却をめぐる公文書改竄問題で、2021年5月6日、国は「赤木ファイル」の存在を初めて認めた[93]。しかし5月13日、菅義偉首相はファイルの存在を踏まえた再調査を行わない考えを報道各社に書面で示した[94]。9月の自民党総裁選挙で総裁に選出された岸田文雄も10月11日、衆議院本会議の代表質問で再調査の実施を否定した[95]。国の対応をどう考えるかとの同年の毎日新聞社のアンケートに対し「さらに調査や説明をすべきだ」と回答[82]。
- 「『道徳』を小中学校の授業で教え、子供を評価することに賛成か、反対か」との問いに対し、2014年の毎日新聞社のアンケートで「反対」と回答[79]。
- 鳩山由紀夫内閣では内閣総理大臣補佐官（地域主権、地域活性化及び地方行政担当）を務め、主に地域主権に関する政策立案を担当した。地方自治を所管する総務省の政務三役会議にも出席した[96]。
- 永住外国人への地方選挙権付与について、2009年のアンケートで「どちらかと言えば賛成」と回答[97]。
- 共謀罪法について、2017年のアンケートで「評価しない」と回答[75]。
- 新型コロナウイルス感染症（COVID-19）による経済的影響への緊急経済対策として検討された国民への現金一律給付（後に特別定額給付金として実施された）について、「広く給付することには否定的な声が多い。子育て世帯や若い世代で所得が少ない人などにピンポイントで給付することが非常に大事だ。」として、国民への一律給付に反対を表明した[98]。

## 人物

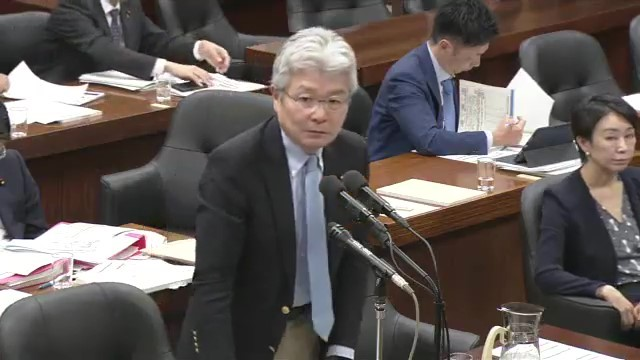
2018年11月21日、衆議院法務委員会にて質疑を行う

- パソコン通信の頃からインターネットを利用し[99]、SNSやブログ、Twitterなどを多用する。2009年6月17日の国会党首討論をTwitterで実況中継した[100]。
- 2009年7月3日に公認アカウントを取得したmixiで「衆議院議員 逢坂誠二の日記」を記し、「革命を愛する」コミュニティに所属する。
- ボブ・ディランの大ファン[101][102]で「ボブ・ディランを語らせたら朝まで」と[8]豪語する。1978年に予備校で寮生活をしていた時に、新譜の『ストリート・リーガル』を聴くために札幌市内のロック喫茶に通い詰めた[5]。その他、ニール・ヤングやザ・バンドなどもよく聴く[4]。
- 2008年3月26日、国鉄労働組合のJR採用差別闘争の院内集会に参加し、連帯の挨拶を行った[103]。
- JR総連から組織推薦候補として支援を受けている[104]。
- 2009年8月30日投開票の第45回衆議院議員総選挙において、自身の当選確実が報道された際、Twitter上に「当選確実なう」とツイートし、公職選挙法違反（当時）が指摘された[105]。
- 自らの政治信条について、「保守とか、リベラルとか、革新とか、右翼とか、左翼とか、私にはあまり意味がない。私の仕事は、国民を守ること。そのために国を守ることも、食料やエネルギーを確保することも必要だ。私の中には、保守、リベラル、革新などあらゆるものが同居している。国民の命を守り、国民とともに成長するために。」と述べている[106]。
- 政調会長として、韓国による日韓軍事情報包括保護協定（GSOMIA）破棄を受けて、「日韓両国の関係悪化を安全保障の分野にまで持ち込む韓国政府の姿勢は、決して容認できるものではない。」「米国政府にとってもGSOMIA破棄など望む状況であるはずもなく、今回の決定で利益を得る国がどこなのかを考えても、今回の決定は極めて遺憾であると断ぜざるを得ない」と韓国を批判する談話を発表した[107]。

## 選挙歴
| 当落 | 選挙                   | 執行日         | 年齢 | 選挙区             | 政党       | 得票数     | 得票率 | 定数 | 得票順位 /候補者数 | 政党内比例順位 /政党当選者数 |
| ---- | ---------------------- | -------------- | ---- | ------------------ | ---------- | ---------- | ------ | ---- | ------------------ | ---------------------------- |
| 当   | 1994年ニセコ町長選挙   | 1994年10月16日 | 35   | ーー               | 無所属     | ーー票     | ーー   | 1    | 1/ー               | /                            |
| 当   | 1998年ニセコ町長選挙   | 1998年10月     | 39   | ーー               | 無所属     | ーー票     | ーー   | 1    | ー/1               | /                            |
| 当   | 2003年ニセコ町長選挙   | 2003年10月     | 43   | ーー               | 無所属     | ーー票     | ーー   | 1    | ー/1               | /                            |
| 当   | 第44回衆議院議員総選挙 | 2005年09月11日 | 46   | 比例北海道ブロック | 民主党     | ーー票     | ーー   | 8    | ー/ー              | 1/3                          |
| 当   | 第45回衆議院議員総選挙 | 2009年08月30日 | 50   | 北海道第8区        | 民主党     | 17万1114票 | 62.60% | 1    | 1/4                | /                            |
| 落   | 第46回衆議院議員総選挙 | 2012年12月16日 | 53   | 北海道第8区        | 民主党     | 7万7402票  | 34.09% | 1    | 2/4                | 3/2                          |
| 当   | 第47回衆議院議員総選挙 | 2014年12月14日 | 55   | 北海道第8区        | 民主党     | 9万7745票  | 47.32% | 1    | 1/3                | /                            |
| 当   | 第48回衆議院議員総選挙 | 2017年10月22日 | 58   | 北海道第8区        | 無所属     | 12万5771票 | 55.40% | 1    | 1/2                | /                            |
| 当   | 第49回衆議院議員総選挙 | 2021年10月31日 | 62   | 北海道第8区        | 立憲民主党 | 11万2857票 | 52.68% | 1    | 1/2                | /                            |
| 当   | 第50回衆議院議員総選挙 | 2024年10月27日 | 65   | 北海道第8区        | 立憲民主党 | 9万7758票  | 50.79% | 1    | 1/2                | /                            |

## 著書
単著
- 『自治の課題とこれから　改革の時代の自治を問う』北海道町村会、1999年2月。
- 『町長室日記―逢坂誠二の眼』柏艪舎、2004年8月5日。ISBN 978-4434047244。
- 『町長室日記―完結編』柏艪舎、2007年1月。ISBN 978-4434100826。
- 『自治体のカタチはこう変わる』ぎょうせい、2012年6月7日。ISBN 978-4-324-09485-3。

共著など
- 弘文堂編集部編 『いま、「首相公選」を考える』 弘文堂、2001年7月。ISBN 978-4-335-46018-0。
- 木佐茂男編 『地方分権と司法分権』 日本評論社、2001年7月。ISBN 978-4535512849。
- 坂本龍一編 『非戦』 幻冬舎、2001年12月20日。ISBN 978-4344001442。
- 福岡政行・北川正恭・清水聖義・逢坂誠二・神田孝次・福田富一 『自治体再生へ舵をとれ』 学陽書房、2002年6月19日。ISBN 4-313-16103-1。
- 逢坂誠二・木佐茂男 『わたしたちのまちの憲法―ニセコ町の挑戦』 日本経済評論社、2003年3月。ISBN 4-8188-1502-0。
- 逢坂誠二・岡本全勝・川村喜芳・北良治・山本邦彦 『三位一体改革と自治体財政』 公人の友社、2006年3月。ISBN 978-4875553953。
- 地域主権研究会 『日本を元気にする地域主権』 PHP研究所、2008年8月26日 ISBN 978-4569702285。
- 木佐茂男・田中孝男編 『自治体法務入門』 ぎょうせい、2012年9月。ISBN 978-4-324-09502-7。

## 所属団体・議員連盟
- 水制度改革議員連盟[108]（共同代表）
- 原発ゼロの会（世話人）
- 立憲民主党 自衛隊員応援議員連盟（副代表）[109]
- 立憲民主党北海道選出国会議員会
- 亡国の予算を検証する勉強会
- 石川知裕代議士の逮捕を考える会